# Trait roumain
Le trait roumain (roumain : semigreu românescu) est une race de chevaux de trait formée en Roumanie à partir de croisements avec le cheval ardennais. Il s'agit d'une race rare, dont seule une centaine de représentants ont été recensés en 2003.

## Histoire

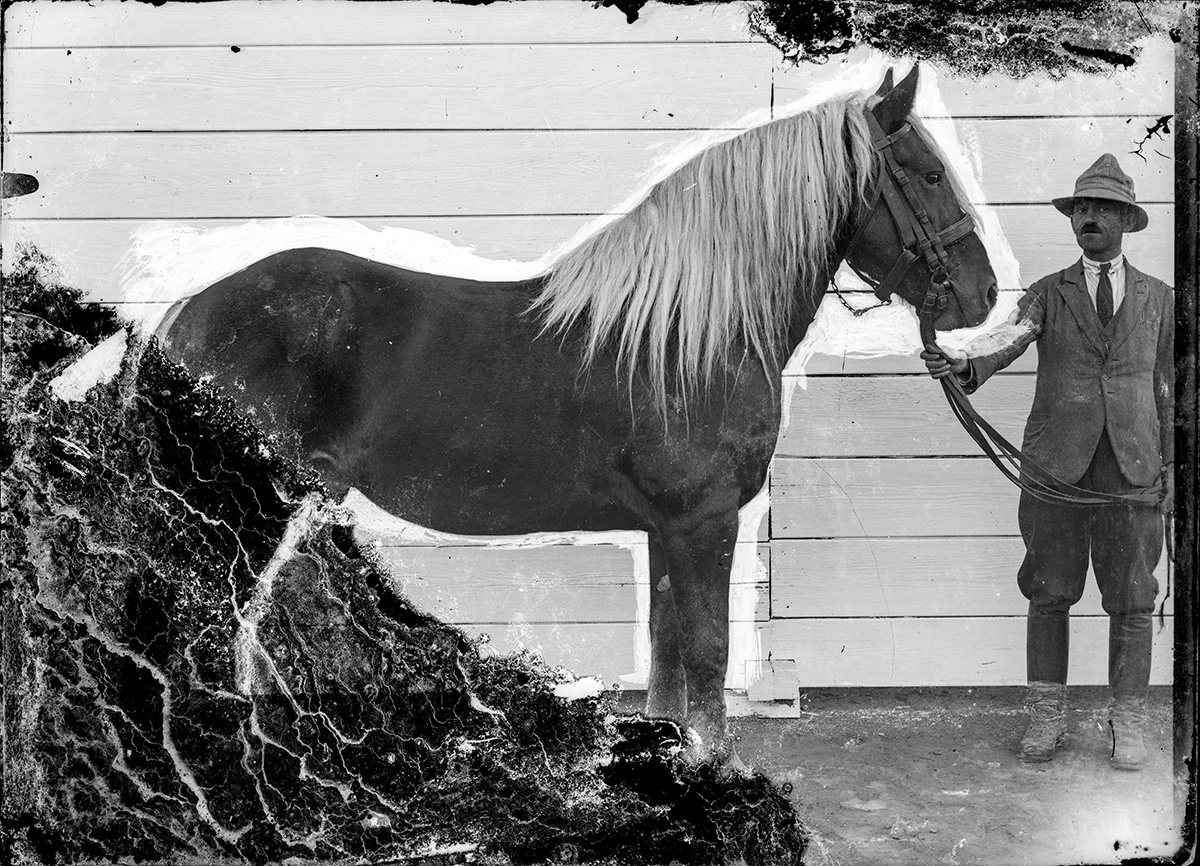
Cheval de trait en Roumanie, photographié par Costică Acsinte, sur plaque de verre

La race provient de croisements entre le cheptel local et le trait ardennais, pratiqués à partir de 1943 dans le but d'obtenir un cheval apte aux travaux agricoles. Elle a reçu, dans une moindre mesure, l'influence du trotteur roumain, du Ialomița, du Lipizzan, du Furioso-North Star et de l'Arabe. Cette formation a plus particulièrement lieu dans les années 1960.
La caractérisation des chevaux roumains étant récente, la race est présumée être devenue rare, mais ses effectifs sont peu connus. La grande majorité des chevaux de Roumanie n'appartiennent pas à une race précise.

## Description
Le trait roumain ressemble beaucoup à l'Ardennais. Deux types sont recensés, le trait roumain proprement dit, et le trait léger roumain,. Le premier est plus massif, lourd et puissant que le second, : 600 kg en moyenne contre environ 510. De façon générale, le modèle est mi-lourd. 
D'après le guide Delachaux, la race compte au minimum 68 % d'origines ardennaises.
La tête, au front large, est de profil rectiligne ou légèrement convexe, avec des oreilles longues. Le poitrail est large, la croupe double, les membres solides. Les crins sont bien fournis et souvent ondulés. Le tempérament est proche de celui des chevaux à sang froid. 
Des cas d'épidermolyse bulleuse jonctionnelle létale ont été documentés chez la race,.

## Utilisations
Le trait roumain reste employé à la traction hippomobile ; il est également élevé pour sa viande.

## Diffusion de l'élevage
L'unique recensement des effectifs de la race en Roumanie, réalisé en 2003 et référencé dans la base de données DAD-IS, indique qu'il ne reste plus qu'une centaine de sujets. L'étude menée par l'Université d'Uppsala, publiée en août 2010 pour la FAO, signalait le trait roumain comme race de chevaux locale européenne en danger critique d'extinction. La race est présente en Genbank.